# Jaiyl
Jaiyl är ett distrikt i Kirgizistan.   Det ligger i oblastet Tjüi, i den nordvästra delen av landet, 70 km väster om huvudstaden Bisjkek.